# Micrococcus
Micrococcus ist der Name einer Gattung von grampositiven, in der Regel nicht pathogenen, kugelförmigen Bakterien aus der Familie der Micrococcaceae. Sein Name wird „eingedeutscht“ als Mikrokokkus (Plural: Mikrokokken) geschrieben, und die Bezeichnung „Mikrokokken“ wird auch umgangssprachlich für die Vertreter der Familie verwendet. Ende des 20. Jahrhunderts erfolgte eine Neubeschreibung der Gattung Micrococcus – mit Zuordnung von bisherigen Micrococcus-Arten zu anderen Gattungen. Untersuchungen zu Beginn des 21. Jahrhunderts führten zu einer weiter verbesserten Beschreibung der Gattung.

## Merkmale

### Erscheinungsbild
Der latinisierte Begriff Micrococcus setzt sich aus den beiden altgriechischen Bestandteilen  mikrós „klein“ und κόκκος kókkos „Kern“, „Korn“ zusammen und verweist auf das Erscheinungsbild im Lichtmikroskop: Die Zellform ist rund bis oval, es handelt sich um Kokken, häufig liegen die Zellen als so genannte Tetraden vor – Pakete aus vier zusammenhängenden Kokken. In der Gramfärbung verhalten sie sich grampositiv, besitzen keine Flagellen zur aktiven Bewegung und bilden keine Überdauerungsformen wie Endosporen.

### Wachstum und Stoffwechsel
Micrococcus ist strikt aerob, d. h., er benötigt Sauerstoff zum Wachsen, dies dient als Unterscheidungsmerkmal zu Vertretern der Familie der Staphylococcaceae, die Glucose auch anaerob in einer Gärung unter Säurebildung verwerten. Sein Stoffwechsel ist als chemoorganotroph und heterotroph zu kennzeichnen, er benutzt organische Verbindungen als Energiequelle und ebenso zum Aufbau zelleigener Stoffe. Er ist Katalase-positiv und Oxidase-positiv. Die zur Kultivierung geeigneten Temperaturen liegen im Bereich von 20–40 °C, somit zählt er zu den mesophilen Organismen. Beim Wachstum werden auch alkalische pH-Werte bis pH 10,0 toleriert.

### Chemotaxonomie
Die Mureinschicht in der Zellwand enthält die Diaminosäure L-Lysin als diagnostisch wichtige Aminosäure. Der Peptidoglycan-Typ ist entweder A2 (eine Interpeptidbrücke verbindet zwei Tetrapeptide) oder A4α (eine Aminodicarbonsäure – eine Aminosäure mit zwei Carboxygruppen – verbindet zwei Tetrapeptide). Die Haupt-Menachinone sind entweder MK-8 und MK-8(H2) oder nur MK-8(H2). Bei den in den Bakterien vorhandenen Menachinonen handelt es sich um Chinone, diese haben eine wichtige Funktion in der Atmungskette, ähnlich wie die Ubichinone in der Atmungskette beim Menschen. Micrococcus-Arten weisen einen hohen Anteil von verzweigten Fettsäureketten in ihren Membranlipiden auf. Dabei handelt es sich v. a. um die Fettsäuren mit den Abkürzungen anteiso-C15:0 (anteiso-Pentadecansäure, systematischer Name: 12-Methyltetradecansäure) und iso-C15:0 (iso-Pentadecansäure, 13-Methyltetradecansäure), die neben der Methylgruppe (–CH3), die die Verzweigung darstellt, noch die Besonderheit aufweisen, dass sie mit insgesamt 15 C-Atomen zu den ungeradzahligen Fettsäuren gehören.
Micrococcus enthält einen auffallend hohen GC-Gehalt, also einen hohen Anteil der Nukleinbasen Guanin und Cytosin in der Bakterien-DNA, er liegt bei 69–76 Molprozent. Dies beweist, dass er weder mit der Gattung Sarcina noch mit der Gattung Staphylococcus näher verwandt ist, die sich durch besonders niedrigen GC-Gehalt im Genom (28–31 Molprozent bzw. 30–39 Molprozent) auszeichnen.

## Vorkommen
Micrococcus ist Bestandteil der natürlichen Hautflora beim Menschen, ebenso ist er als Kommensale auf der Haut anderer Säugetiere zu finden. Er ist ubiquitär verbreitet, also fast überall zu finden, z. B. in der Luft, auf Staubpartikeln, Gegenständen, in der oberen Bodenschicht, im Meerwasser und Süßwasser sowie im Belebtschlamm aus einer Abwasserbehandlungsanlage.

## Systematik

### Äußere Systematik
Erst 1955 gelang die gesicherte Unterscheidung von Micrococcus und Staphylococcus, letzterer ist in der Lage, Glucose auch anaerob unter Säurebildung zu verstoffwechseln. Als Folge davon wurden zu Beginn des 21. Jahrhunderts Staphylokokken und andere Gattungen in die neu beschriebene Familie der Staphylococcaceae eingeordnet, während sie zuvor mit der Gattung Micrococcus in der Familie der Micrococcaceae zusammengefasst wurden. Die in früheren Zeiten morphologisch orientierte Systematik in der Mikrobiologie führte dazu, dass M. luteus früher als Sarcina lutea (wegen des mikroskopischen Erscheinungsbildes) bezeichnet wurde. Die Gattung Sarcina gehört jedoch zu den anaeroben Endosporenbildnern mit niedrigem GC-Gehalt im Genom und ist nicht näher verwandt mit der Gattung Micrococcus.
Die Systematik der Mikroorganismen basierte früher hauptsächlich auf dem Erscheinungsbild, so ergaben sich phänotypisch orientierte Stammbäume. Mit vollständiger Beschreibung der DNA-Struktur 1953 und den seit etwa der 1990er Jahre eingesetzten molekularbiologischen Techniken (z. B. DNA-Sequenzanalyse und PCR) werden zunehmend genetische Merkmale untersucht, um die stammesgeschichtliche Entwicklung der Mikroorganismen (phylogenetischer Baum) und damit auch bestimmte Verwandtschaftsverhältnisse in der Systematik zu untersuchen. Dabei werden bei Prokaryoten die Sequenzen der so genannten 16S ribosomalen RNA (rRNA) untersucht. Darauf basierende Untersuchungen sowie Untersuchungen chemotaxonomischer Merkmale durch Stackebrandt et al. aus dem Jahr 1995 zeigten, dass mehrere bis dahin der Gattung Micrococcus zugeordneten Arten zu wenig Gemeinsamkeiten mit M. luteus oder M. lylae aufweisen, so dass die ursprüngliche Gattung in fünf eigenständige aufgespalten wurde: Micrococcus, Kocuria, Nesterenkonia, Kytococcus und Dermacoccus, wobei die beiden zuletzt genannten Gattungen der neu beschriebenen Familie Dermacoccaceae zugeordnet wurden. Beide Familien sind Vertreter der Ordnung Micrococcales, die im Zuge der neuen Systematik der Klasse Actinobacteria (siehe dort) eingeführt wurde.

### Innere Systematik
Untersuchungen zu Beginn des 21. Jahrhunderts durch Wieser et al. führten zu einer weiter verbesserten Beschreibung der Gattung Micrococcus, wie auch der Arten M. luteus und M. lylae. Micrococcus luteus gilt als typische Spezies für die Gattung.

Im Jahr 2000 wurde in der Antarktis eine neue Bakterienart entdeckt, die nach dem Habitat als Micrococcus antarcticus (Synonym M. psychrophilum) bezeichnet wird. Vergleiche der 16S rRNA Sequenzen wie auch die chemotaxonomischen Merkmale (u. a. Vorkommen bestimmter Aminosäuren in der Mureinschicht, Haupt-Menachinone) legen nahe, dass der Bakterienstamm der Gattung angehört. Auch das Vorkommen von verzweigten Fettsäuren in den Membranlipiden in bedeutenden Anteilen passt zur Gattung. Neben den gesättigten Fettsäuren mit den Abkürzungen anteiso-C15:0 und iso-C15:0 ist auch eine einfach ungesättigte Fettsäure anteiso-C15:1 vorhanden. Untersuchungen mittels DNA-DNA-Hybridisierung ergeben DNA–DNA Übereinstimmungswerte mit M. luteus und M. lylae von weniger als 35 %, was als genügend großer phylogenetischer Abstand gilt, so dass es sich um eine eigene Art handelt. Die morphologischen Kennzeichen passen zur Gattung: Es handelt sich um aerob wachsende, grampositive Kokken (0,5 µm groß), die als Tetraden oder Diplokokken vorliegen, die Zellen bilden keine Endosporen und sind nicht motil (sie besitzen keine Flagellen zur aktiven Bewegung). Das Bakterium hat sich an seinen kalten Lebensraum angepasst, die optimale Wachstumstemperatur liegt bei etwa 16 °C, Wachstum erfolgt auch bei 0 °C, es handelt sich folglich um einen psychrophilen Organismus.

2007 wurde wieder eine Bakterienspezies neu entdeckt, diesmal im Belebtschlamm aus dem Bioreaktor einer Abwasserbehandlungsanlage. In der Anlage wird der Bioreaktor im Batch-Betrieb verwendet, um Abwasser zu reinigen, das verschiedene Nitroaromaten und Anilin enthält.  Der isolierte Bakterienstamm wird als Micrococcus flavus bezeichnet (flavus aus dem Lateinischen bedeutet „gelb“), da seine Kolonien gelb gefärbt sind. Erneut zeigen die Ergebnisse chemotaxonomischer und molekularbiologischer Untersuchungen, dass er zur Gattung Micrococcus gehört, dabei aber genügend Unterschiede zu den bisher bekannten Arten aufweist. Die DNA–DNA Übereinstimmungswerte mit M. luteus, M. lylae und M. antarcticus betragen 55 %, 48 % bzw. 36 %. In der Mureinschicht kommen die Aminosäuren Lysin, Glutaminsäure, Alanin, Glycin und Asparaginsäure vor, die Haupt-Menachinone sind MK-8(H2) und MK-7(H2). Auch diese Art zeichnet sich durch das Vorkommen von verzweigten Fettsäuren (anteiso-C15:0 und iso-C15:0) in den Membranlipiden und durch einen hohen GC-Gehalt in der DNA von 71 Mol-Prozent aus. Ebenso entsprechen die morphologischen Kennzeichen denen der Gattung: Es handelt sich um aerob wachsende, grampositive Kokken (0,7–1,0 µm groß), die Zellen sind nicht motil (sie besitzen keine Flagellen zur aktiven Bewegung). Der aerobe Stoffwechsel ist heterotroph, M. flavus kann auf diese Weise Trehalose, Dextrine und Glycerin verwerten (ohne Säurebildung). Die optimale Wachstumstemperatur liegt bei etwa 31 °C (es handelt sich um einen mesophilen Organismus), der für das Wachstum optimale pH-Wert liegt bei pH 6,0–6,2.
Aktuell (2018) werden neun Micrococcus-Arten vom Leibniz-Institut DSMZ – Deutsche Sammlung von Mikroorganismen und Zellkulturen GmbH in der Prokaryotic Nomenclature up-to-date („Prokaryotische Nomenklatur auf dem aktuellen Stand“) aufgeführt, sowie weitere Arten, die in andere Gattungen gestellt wurden. Diese Zusammenstellung umfasst alle gemäß dem Bacteriological Code gültig publizierten Namen und berücksichtigt die Validierungsliste des International Journal of Systematic and Evolutionary Microbiology. Die verschiedenen Micrococcus-Arten, sowie weitere Gattungen und Arten in der Familie Micrococcaceae sind unter der Taxonomie der Familie Micrococcaceae aufgelistet. Die Gattung Micrococcus hat das Potential, auch zukünftig interessant zu bleiben.